# Nuestro Tiempo
Nuestro Tiempo – miesięcznik o tematyce kulturalnej, założony w 1954 przez Antonio Fontána. Jest wydawany przez Uniwersytet Nawarry.
Pomiędzy styczniem i grudniem 2007 miało średni nakład 11 167 egz.